# Pointage-et-appel

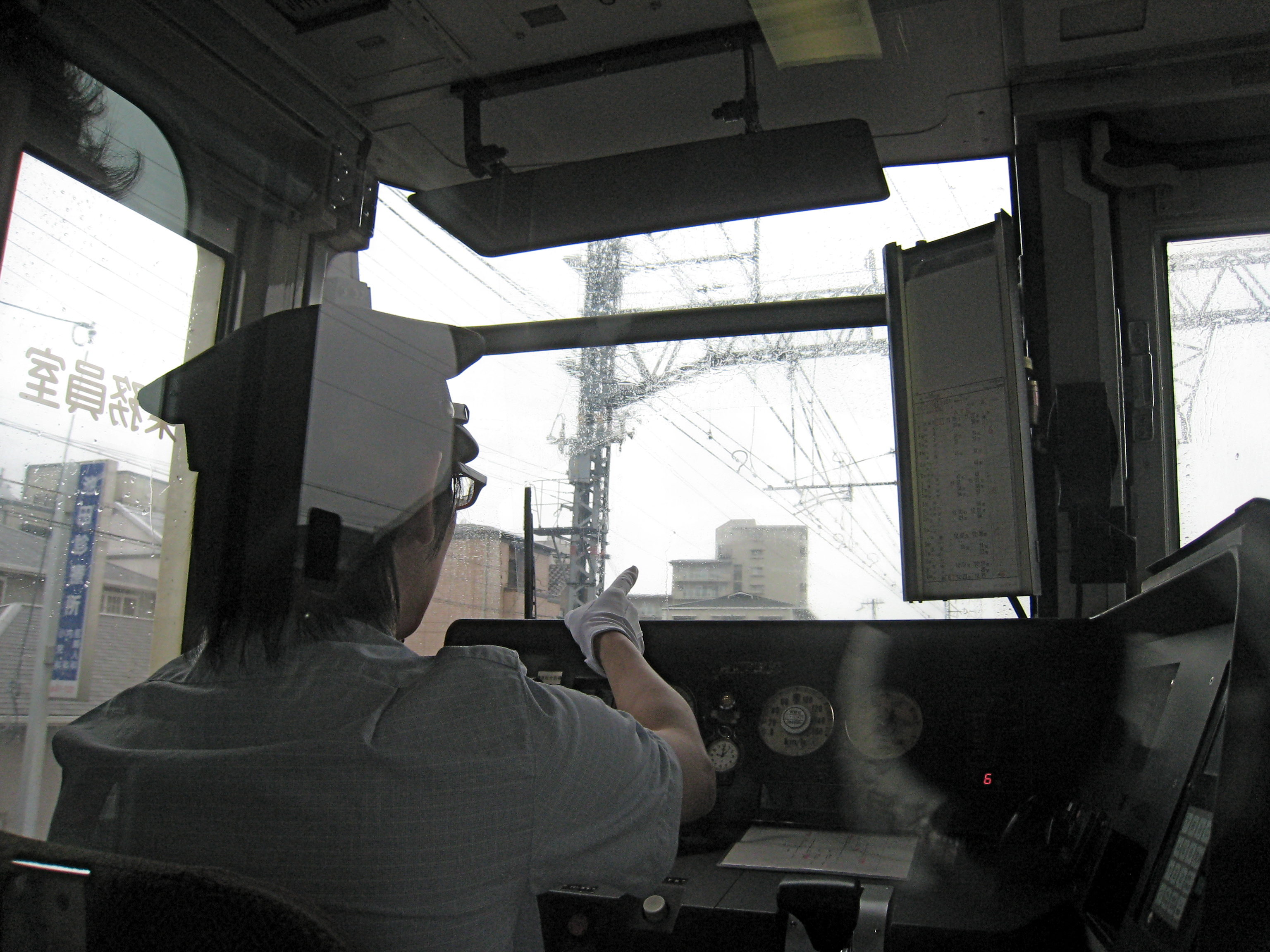
Conducteur de train pointant.

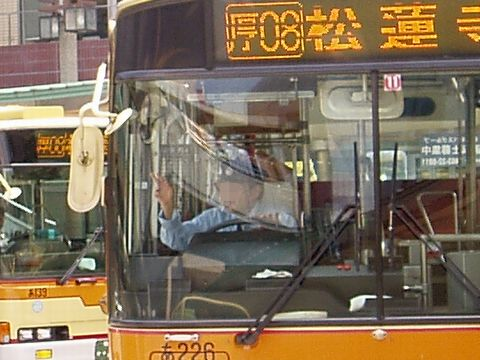
Conducteur de bus appliquant cette méthode.

Le pointage-et-appel ou pointer et nommer (指差喚呼, Shisa kanko) est une méthode de sécurité au travail. Son objectif est de réduire les erreurs en pointant les indicateurs importants (pointage), tout en décrivant simultanément leur état à voix haute (appel). C'est une pratique commune au Japon, désignée sous le nom de shisa kakunin kanko (指差確認喚呼) ou yubisashi koshō (指差呼称). Faire des gestes et décrire ses actions à voix haute permet de rester concentré sur sa tâche,.

## Histoire

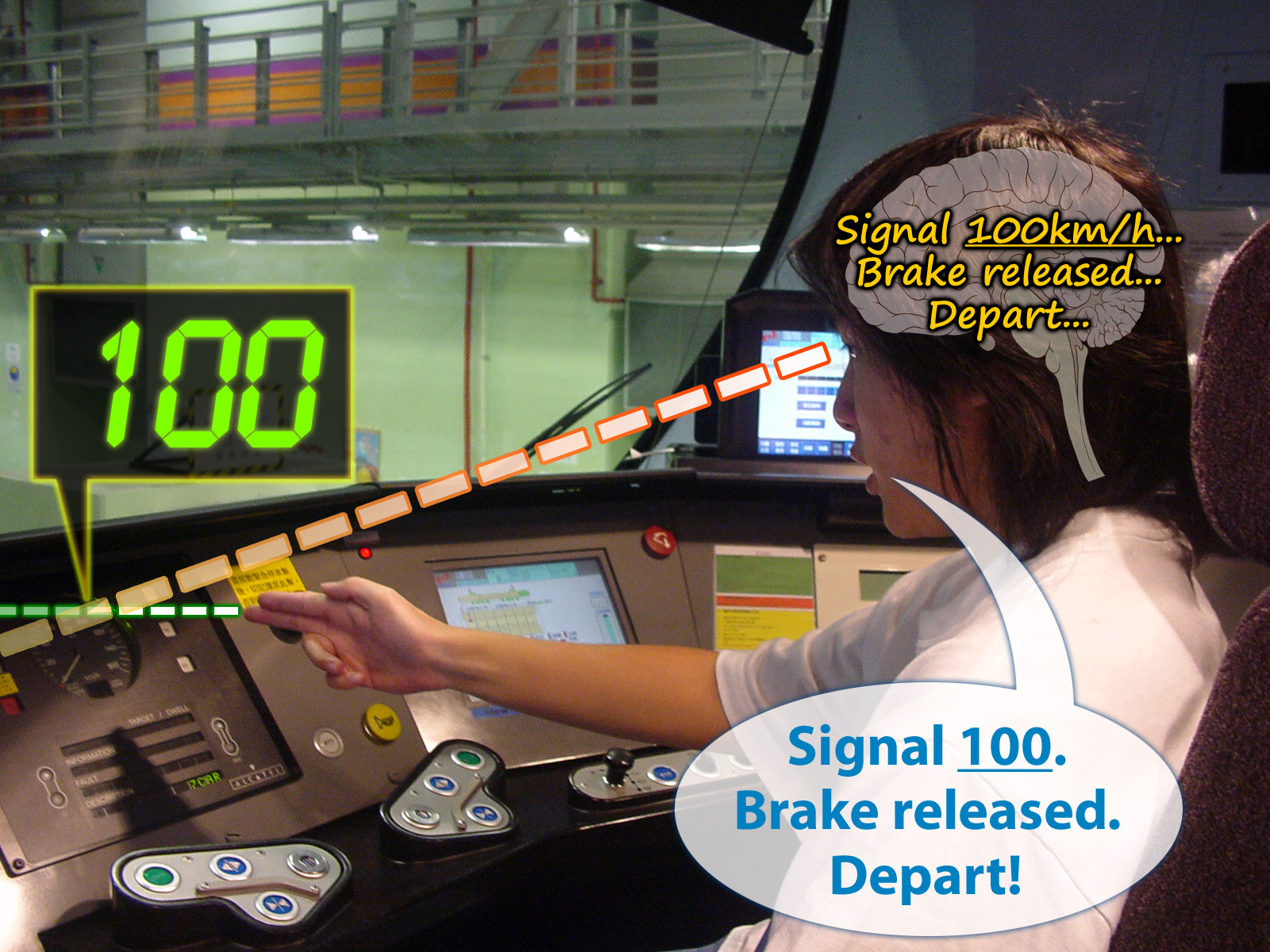
Cette méthode requiert l'utilisation et la réaction des cinq sens.

Cette méthode a vu le jour au Japon au début du XXe siècle, avec les conducteurs de trains indiquant à voix haute l'état des signaux. Le geste de la main ne fut ajouté que quelques décennies plus tard.
Plusieurs systèmes ferroviaires asiatiques, comme la Taiwan Railway Administration et le Métro de Canton ont également importé cette méthode afin d'améliorer la sécurité.

## Efficacité
Une étude de 1994 du Railway Technical Research Institute montre que cette technique réduit les erreurs de près de 85 % lors d'une tâche simple. Cette méthode est recommandée par la JISHA (中央労働災害防止協会).